# یخ‌زایی

نمونه‌ای از یخ‌زایی

یخ‌زایی (به انگلیسی: Calving) به جدایی یک کوه یخ از جبهه یخچالی زمانی که یخچال به دریا می‌رسد گفته می‌شود یا جدایی قسمتی از یک یخ‌کوه زمانی که در آب شناور است.